# Плоцич (Куявсько-Поморське воєводство)
Плоцич (пол. Płocicz, нім. Plötzig) — село в Польщі, у гміні Камень-Краєнський Семполенського повіту Куявсько-Поморського воєводства.
Населення — 780 осіб (2011).
У 1975-1998 роках село належало до Бидгощського воєводства.

## Демографія
Демографічна структура станом на 31 березня 2011 року:
|          | Загалом | Допрацездатний вік | Працездатний вік | Постпрацездатний вік |
| -------- | ------- | ------------------ | ---------------- | -------------------- |
| Чоловіки | 400     | 93                 | 277              | 30                   |
| Жінки    | 380     | 89                 | 224              | 67                   |
| Разом    | 780     | 182                | 501              | 97                   |